# Betty Morrissey
Pour les articles homonymes, voir Morrissey (homonymie).
Betty Morrissey est une actrice américaine née à New York le 14 septembre 1907 ; décédée à New York le 20 avril 1944.

## Filmographie partielle
- 1923 : L'Opinion publique (A Woman of Paris) de Charlie Chaplin
- 1925 : La Ruée vers l'or (The Gold Rush) de Charlie Chaplin
- 1928 : Le Cirque (The Circus) de Charlie Chaplin